# Tasmán földirigó
A tasmán földirigó (Zoothera lunulata)  a madarak osztályának verébalakúak (Passeriformes) rendjébe és a rigófélék (Turdidae) családjába tartozó faj.

## Előfordulása
Ausztrália és Tasmania, valamint Pápua Új-Guinea, Indonézia és a Salamon-szigetek területén honos.

## Alfajai
- Zoothera lunulata cuneata - Ausztrália északkeleti része
- Zoothera lunulata lunulata - Ausztrália délkeleti része, Tasmania és a Bass-szoros szigetei
- Zoothera lunulata halmaturina - Ausztrália déli része és a Kenguru-sziget

## Megjelenése
Testhossza 27-29 centiméter, testtömege 90-120 gramm.